# Menesiniella aquila
Menesiniella aquila är en kräftdjursart som först beskrevs av Henry Augustus Pilsbry 1916.  Menesiniella aquila ingår i släktet Menesiniella och familjen havstulpaner. Inga underarter finns listade i Catalogue of Life.